# Unimog
Unimog er en terrængående lastbil fremstillet af Mercedes-Benz, som i 1952 købte konstruktionen af firmaet Erhard & Söhne, der havde skabt den første model (70200) i 1947 som bl.a. skulle konkurrere med Lanz om markedet for traktorer.
Dens absolutte fordel i forhold til andre terrængående lastbiler er, at den forholdsvist let kan ombygges til et komplet andet formål. I visse modeller kan man således også flytte rattet. Imidlertid bygges den med en lavere lasteevne end almindelige lastbiler. Derfor anvendes den normalt også kun i områder, hvor dens store frihøjde og firehjulstræk vægter tungere end lasteevnen. Disse egenskaber afspejles også af det tyske navn "UNIversal-MOtor-Gerät", hvor Gerät betyder maskine.
Gennem årene er den blevet populær indenfor militæret, brandvæsener og landbruget over hele verden.